# Greenford (métro de Londres)
Greenford est une station de la Central line du métro de Londres, en zone 4. Elle est située sur la Oldfield Lane à Greenford (en) dans le borough londonien d'Ealing.

## Histoire
La gare d'origine, nommée Greenford, est mise en service le 1er octobre 1904 par le Great Western Railway sur sa nouvelle ligne principal nord, elle est fermée en 1963.
La station actuelle est due aux architectes Brian Lewis (en) et Frederick Francis Charles Curtis (en) qui l'a terminée du fait du retard dû à la Seconde Guerre mondiale, est mise en service le 30 juin 1947.

## Services aux voyageurs

### Accès et accueil
La station est accessible aux handicapés depuis la rue jusqu'aux quais.

### Desserte

Voies, quais et dessertes
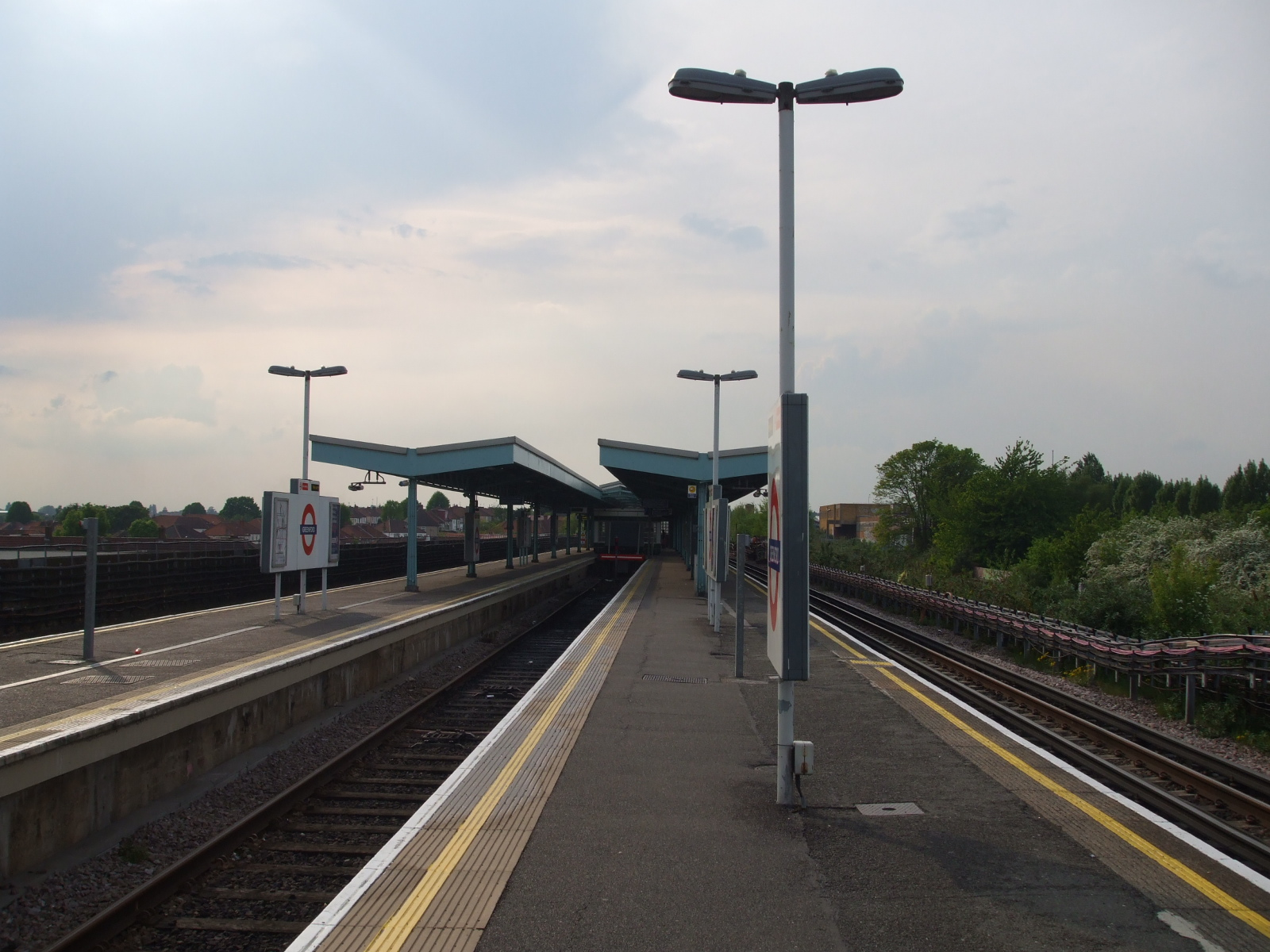
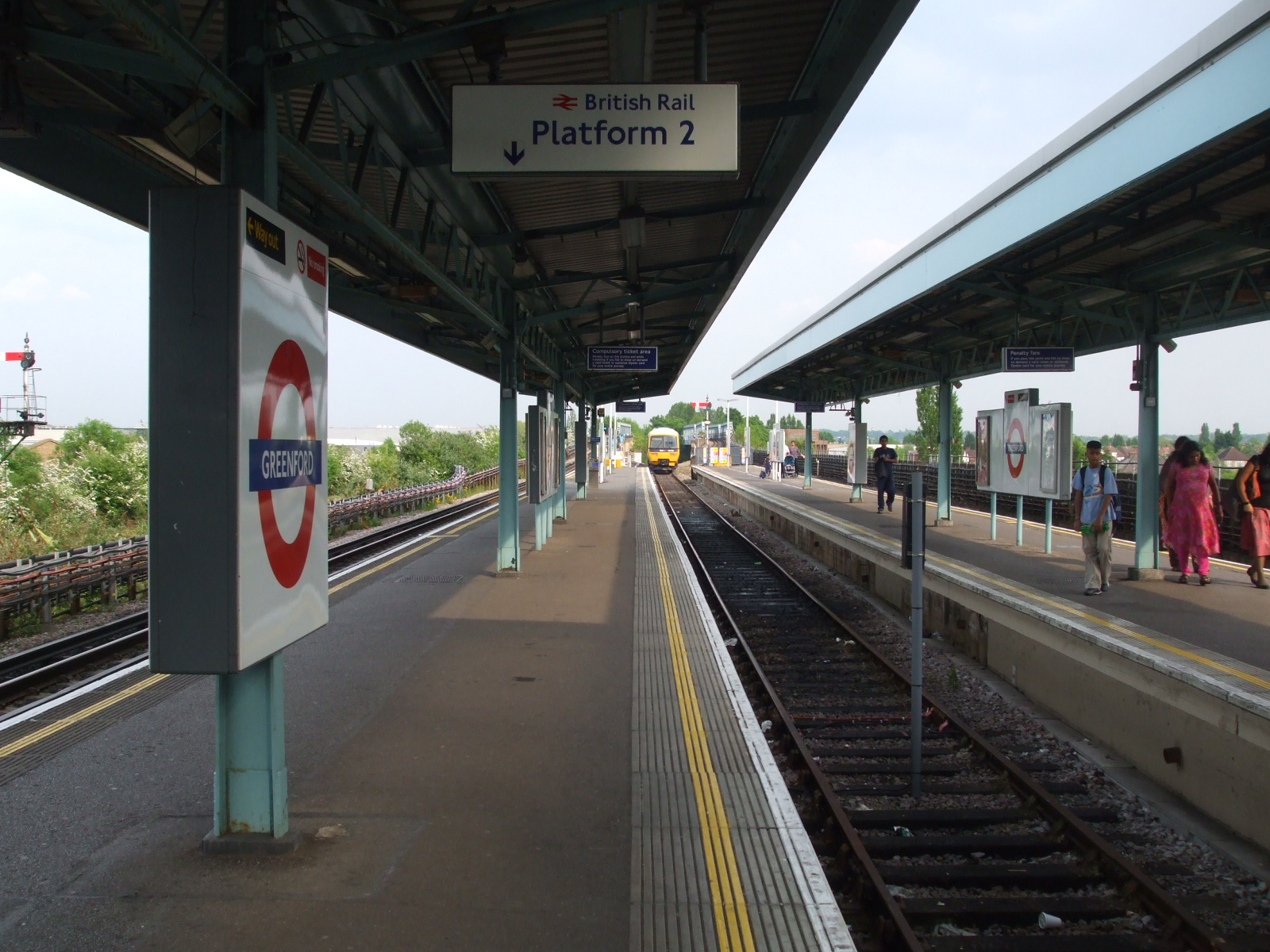
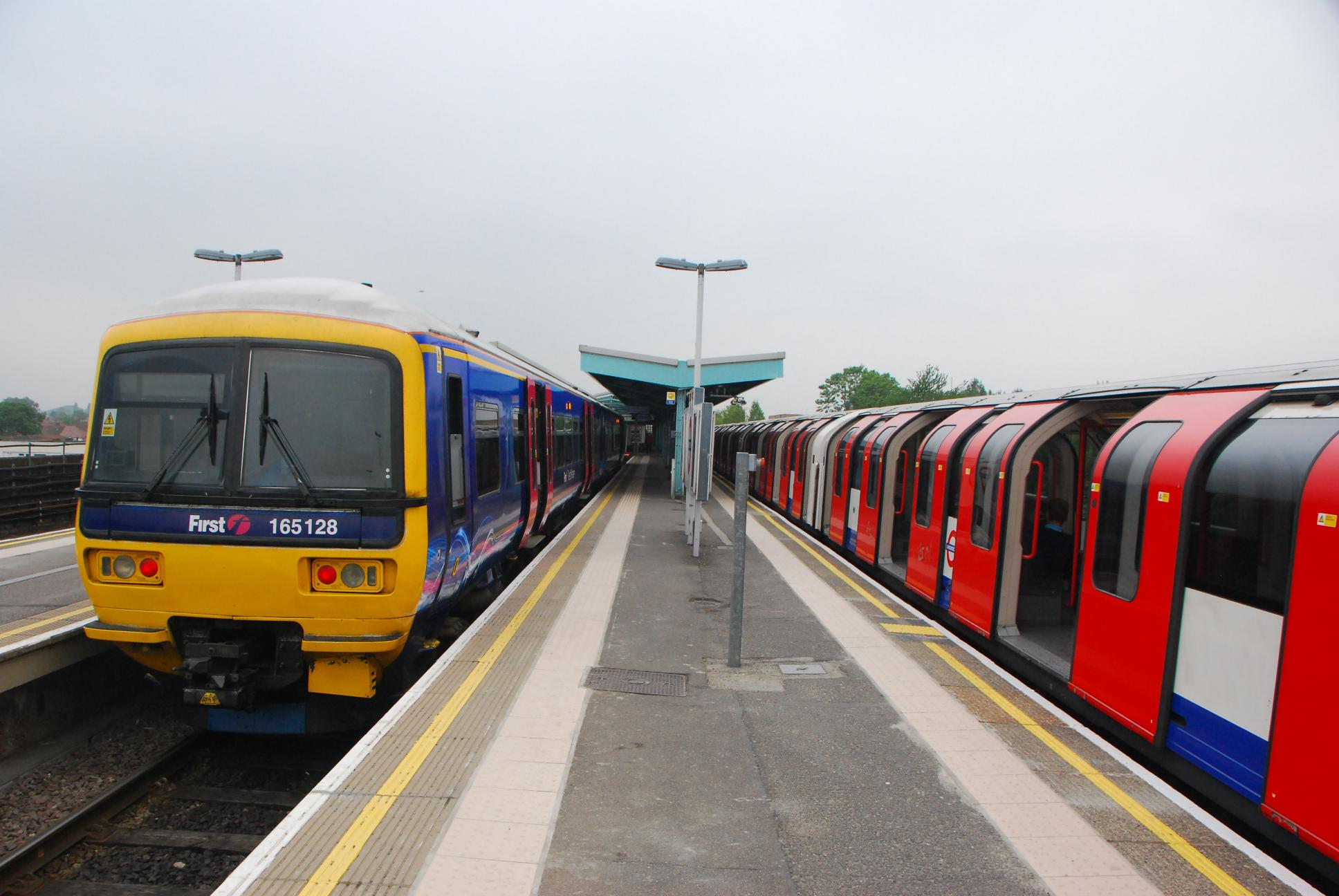

## À proximité
- Greenford (en)